# Ричи, Билли
Уи́льям Ри́чи (англ. William Ritchie; 11 сентября 1936, Newtongrange — 11 марта 2016) — шотландский футболист, игравший на позиции вратаря, один из успешных игроков в истории клуба «Рейнджерс».

## Биография

### Клубная карьера
Ричи в течение 12 сезонов играл за «Рейнджерс», в составе которого выиграл шесть чемпионских титулов, 5 Кубков Шотландии и 4 Кубка Шотландской лиги. В составе «Рейнджерс» Ричи играл в финале Кубка обладателей кубков, в котором его команда проиграла по сумме двух матчей итальянской «Фиорентине» с общим счётом 4-1. В составе «Рейнджерс» во всех турнирах Ричи сыграл 369 матчей.
В 1967 году перешёл в «Партик Тисл», в котором отыграл три сезона и перешёл в «Мозервелле». В «Мозервелле» Ричи отыграл шесть сезонов, являясь в основном вторым вратарём команды. Последним клубом в карьере для него стал «Странраер», в котором он отыграл четыре сезона и завершил карьеру.

### Смерть
Скончался 11 марта 2016 года в возрасте 79 лет после непродолжительной болезни.

## Достижения
«Рейнджерс»
- Чемпион Шотландии (6): 1955/56, 1956/57, 1958/59, 1960/61, 1962/63, 1963/64
- Обладатель Кубка Шотландии (5): 1959/60, 1961/62, 1962/63, 1963/64, 1965/66
- Обладатель Кубка шотландской лиги (4): 1960/61, 1961/62, 1963/64, 1964/65
- Финалист Кубка обладателей кубков УЕФА (1): 1961